# Allium isauricum
Allium isauricum — вид трав'янистих рослин родини амарилісові (Amaryllidaceae), ендемік південної Туреччини.

## Опис
Цибулина яйцювато-еліпсоїдна, діаметром ≈ 20 мм; зовнішні оболонки блідо-коричневі або сіруваті. Стеблина завдовжки 24–31 см. Листків 2, жолобчасті, завширшки до 4nbsp;мм. Зонтик паралельно-гіллястий, 5–8-квітковий. Оцвітина дзвінчаста; сегменти чисто білі, ≈ 10 мм; зовнішні — зворотнояйцеподібні, тупі; внутрішні — коротші й вужчі, еліптичні, субгострі. Зав'язь широко зворотнояйцеподібна.
Квітне у червні.

## Поширення
Ендемік південної Туреччини.
Населяє вапнякові осипи 1900–2020 м.